# 1298年
| 千纪： | 2千纪 |
| 世纪： | 12世纪 \| 13世纪 \| 14世纪                                                                                 |
| 年代： | 1260年代 \| 1270年代 \| 1280年代 \| 1290年代 \| 1300年代 \| 1310年代 \| 1320年代                           |
| 年份： | 1293年 \| 1294年 \| 1295年 \| 1296年 \| 1297年 \| 1298年 \| 1299年 \| 1300年 \| 1301年 \| 1302年 \| 1303年 |
| 纪年： | 戊戌年（狗年）；元大德二年；越南興隆六年；日本永仁六年                                                     |

## 大事记
- 黄河在杞县蒲口决堤九十六处，汴梁、归德受灾。
- 撣族三兄弟阿散哥也、阿剌者僧加藍、僧哥速廢黜了蒲甘王朝末代君主覺蘇瓦，囚禁在敏象城的豬圈，立覺蘇瓦子鄒聶為名義上的蒲甘國王，實際上只是臣服於阿散哥也的蒲甘總督，權力僅止於蒲甘城周邊。
- 7月，爱德华一世领导英格兰军队，在福尔柯克之役中擊敗了威廉·華萊士 領導的蘇格蘭軍隊。
- 熱那亞共和國在馬可波羅故鄉科爾丘拉島海戰擊敗威尼斯共和國，據稱馬可波羅參加威尼斯共和國的軍隊，戰敗被俘。

## 逝世
- 周密，宋朝文學家。